# Geschichte Südgeorgiens und der Südlichen Sandwichinseln

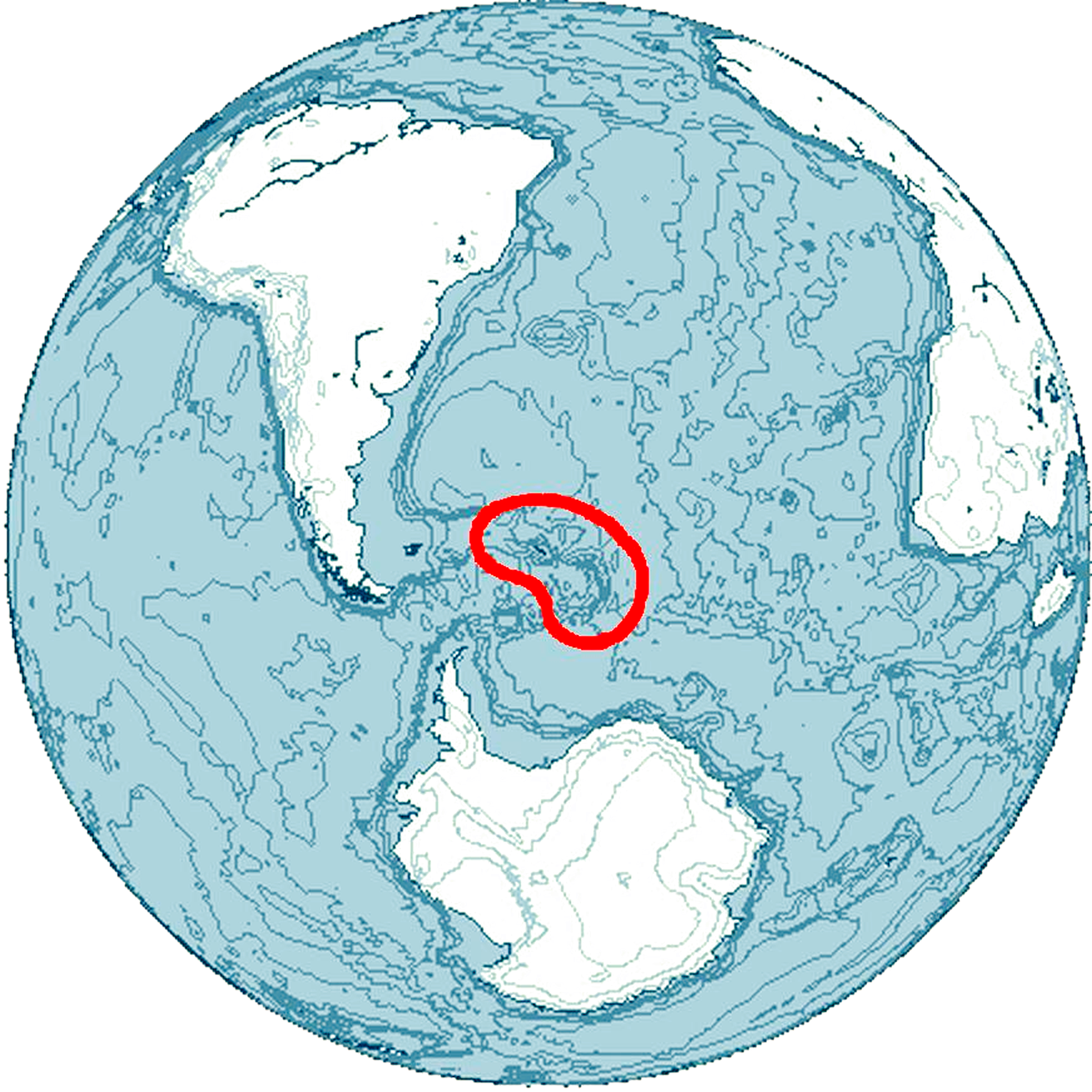
Südgeorgien und die Südlichen Sandwichinseln

Die Geschichte Südgeorgiens und der Südlichen Sandwichinseln umfasst die Entwicklungen auf dem Gebiet des britischen Überseegebiets Südgeorgien und die Südlichen Sandwichinseln von der Entdeckung durch Europäer im 16. Jahrhundert bis zur Gegenwart. Vor der Entdeckung durch europäische Seefahrer waren die Inseln unbewohnt. Die Inseln wurden 1775 vom Seefahrer James Cook für das Vereinigte Königreich beansprucht, was heute nur von Argentinien in Frage gestellt wird. Zwischen 1786 und 1965 besaßen Robbenjagd und Walfang eine große wirtschaftliche Bedeutung, seither werden die Inseln nur noch temporär von Forschern und britischen Beamten bewohnt. Während des Falklandkrieges fanden auf diesen Inseln nennenswerte Gefechte statt.

## 16. bis 19. Jahrhundert

### Entdeckung durch europäische Seefahrer

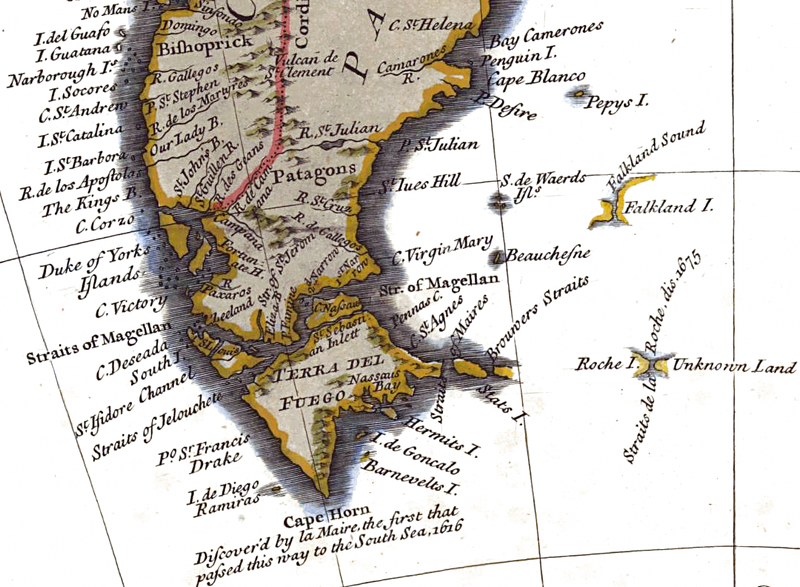
„Roché Island“ auf einer Karte des 18. Jahrhunderts (R.W. Seale, um 1745, Ausschnitt)

Die südatlantische Insel Südgeorgien, gelegen südlich der Antarktischen Konvergenz, war das erste antarktische Territorium, das jemals entdeckt wurde.
Eine Annahme mit vielen Anhängern ist die, dass Amerigo Vespucci Südgeorgien auf einer seiner Reisen gesichtet haben könnte. Im April 1502 sichtete Vespucci auf einer Fahrt im Südatlantik auf von ihm geschätzten 52° südlicher Breite angeblich eine Insel, die er als hohes, finsteres und raues Land beschrieb, auf dem menschliches Leben durch eisige Kälte verunmöglicht wurde – eine Beschreibung, die auf Südgeorgien zuträfe. Die Annahme wurde jedoch durch eine Analyse der Aufzeichnungen Vespuccis widerlegt.
Eine weitere hartnäckige irrige Meinung ist die, dass Südgeorgien identisch mit der mythischen Insel Pepys sein könnte, die der englische Bukanier William Cowley im Dezember 1683 angeblich entdeckte. Laut Cowleys Tagebuch liegt die Stelle, an der er Land sichtete, jedoch mehr als 1700 Kilometer oder 920 Seemeilen nördlich von Südgeorgien. Es wird vermutet, dass er eine der Falklandinseln gesehen hatte, sich aber bei der Positionsbestimmung irrte.

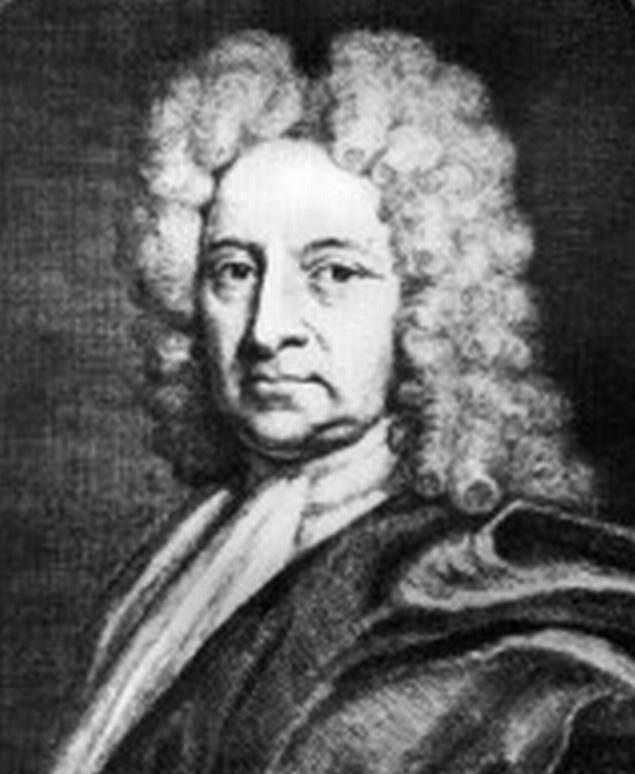
Edmund Halley

Die eigentliche Entdeckung ereignete sich wahrscheinlich, wie viele andere frühe Entdeckungen in dieser Region, als Resultat schlechten Wetters, das ein Schiff vom Kurs abbrachte. Der englische Kaufmann Anthony de la Roché geriet auf dem Weg von Chiloé nach Salvador da Bahia bei der Isla de los Estados in stürmisches Wetter, verfehlte die Le-Maire-Straße und wurde weit nach Osten abgetrieben. Zuflucht fand er wohl in einer der südwestlichen Buchten Südgeorgiens, wo sein Schiff im April 1675 vierzehn Tage lang vor Anker lag. Kartographen begannen, die Insel als „Roché Island“ auf ihren Karten einzuzeichnen, um den Entdecker zu ehren.
Im Januar 1700 wurde die Umgebung Südgeorgiens von Sir Edmund Halley im Zuge seiner Kartografierung von Deklinationen im Südatlantik erforscht. Sein Schiff HMS Paramore (oder Paramour) drang in die Antarktische Konvergenz ein und gelangte bis etwa 170 Kilometer (90 Seemeilen) nördlich Südgeorgiens, wo Halley einige flache Eisberge mit Inseln verwechselte, wie es vor ihm möglicherweise auch Vespucci passiert sein könnte.
1756 wurde die Insel vom spanischen Schiff León unter Kapitän Gregorio Jerez gesichtet und San Pedro genannt.
Diese frühen Besuche resultierten nicht in Gebietsansprüchen von Großmächten. Vor allem hatte Spanien – anders als im Fall der Falklandinseln – niemals Ansprüche auf Südgeorgien, das ohnehin in das im Vertrag von Tordesillas von 1494 Portugal zugeteilte Gebiet gefallen wäre.

### Inbesitznahme für Großbritannien

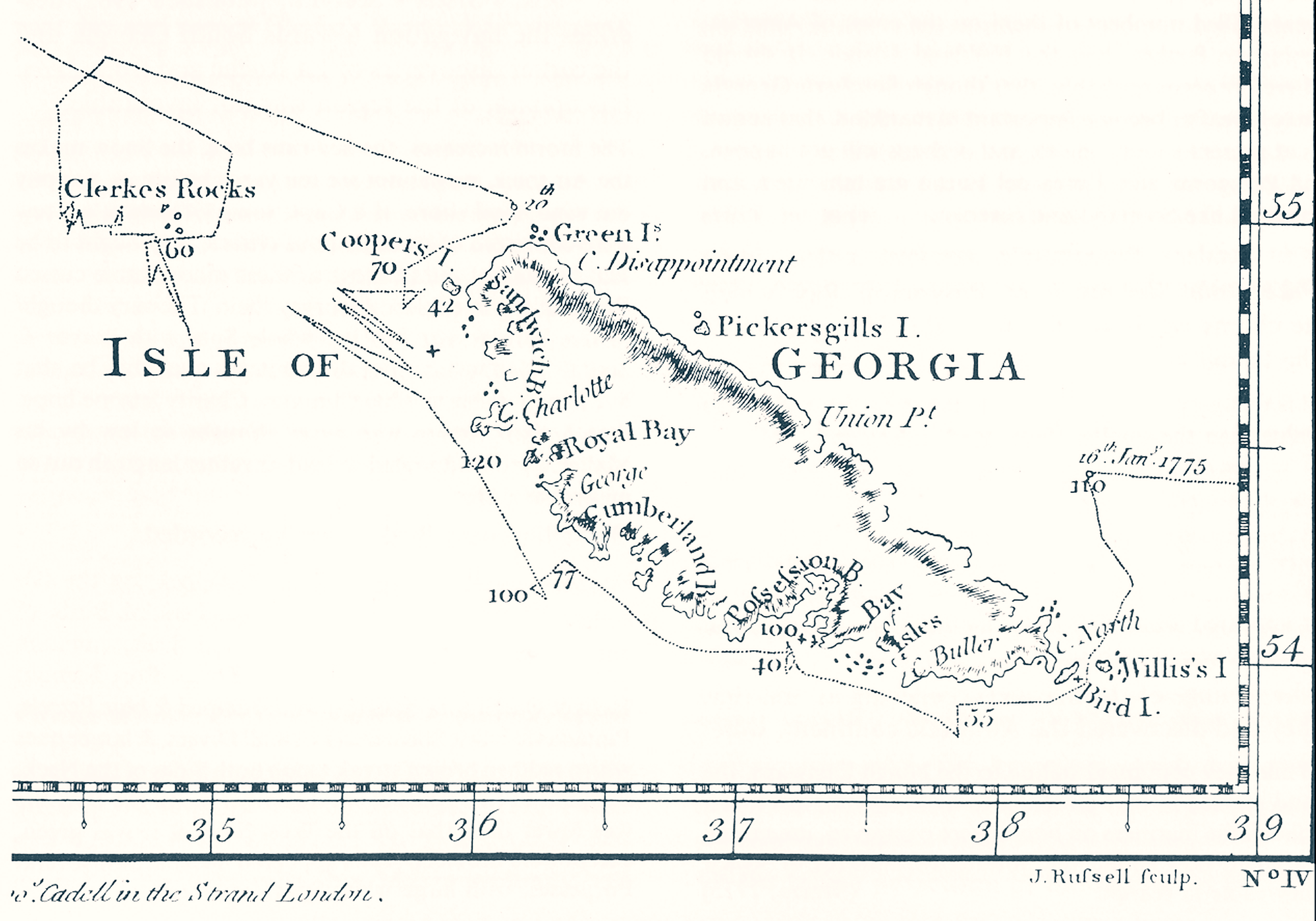
Karte Südgeorgiens von James Cook, 1777 (Süden ist oben)

Die erste Landung auf Südgeorgien, gefolgt von Erforschung und Kartografierung, erfolgte durch James Cook. Wie von der Admiralität beauftragt, nahm er am 17. Januar 1775 für das Königreich Großbritannien Besitz von der Insel und gab ihr den neuen Namen „Isle of Georgia“, dies zu Ehren von König George III. Der deutsche Naturforscher Georg Forster, der Cook an diesem Tag bei seinen drei Landungen in der Possession Bay begleitete, schrieb:

„Hier entfaltete Captain Cook die britische Flagge und führte die Zeremonie der Inbesitznahme dieser unfruchtbaren Felsen durch, im Namen Seiner Britischen Majestät und seinen Erben bis in alle Ewigkeit. Eine Salve von zwei oder drei Musketen wurde abgefeuert.“

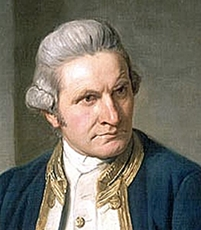
James Cook

Von Südgeorgien aus segelte Kapitän Cook gen Südosten und entdeckte – nachdem er Cape Disappointment, das Kap der Enttäuschung benannt hatte, da er feststellte, dass die Insel nicht die gesuchte Terra Australis war – die Clerke Rocks und eine Gruppe von Inseln, die er nach Lord Sandwich „Sandwich Land“ nannte. Der Zusatz „Südliche“ war nötig, da Cook auch das heutige Hawaii mit „Sandwichinseln“ benannte. Der Archipel der Südsandwichinseln umfasst die Inseln Candlemas, Vindication, Saunders, Montagu, Bristol, Bellingshausen, Cook und Morrell, die von Cook entdeckt wurden, und die Traversayinseln (Zavodovski, Leskov und Visokoi), die von der russischen Expedition von Fabian Gottlieb von Bellingshausen und Michail Petrowitsch Lasarew in den Schiffen Wostok und Mirny von 1819 entdeckt wurden.
Die Gruppe der Shag Rocks und Black Rock, die das britische Überseegebiet von South Georgia and the South Sandwich Islands in westlicher Richtung begrenzen, liegen 270 Kilometer oder 150 Seemeilen nordwestlich Südgeorgiens. Sie wurden vermutlich 1762 vom spanischen Schiff Aurora entdeckt, weshalb sie auf frühen Karten auch als Aurora-Inseln erscheinen. Die Aurora-Inseln wurden 1819 vom US-Robbenfänger Hersilia besucht und umbenannt. Kartografiert wurden sie erst 1920 von der HMS Dartmouth. Die Clerke Rocks östlich Südgeorgiens wurden 1775 von Cooks Kommandanten Charles Clerke entdeckt.
Seit November 1909 lebt ein Magistrat ununterbrochen (bis auf 22 Tage im Jahr 1982) in Südgeorgien, der die britische Regierung vertritt. Am 18. März 1909 erkannte Argentinien formell und ohne Einwände die britische Herrschaft über die Insel an.

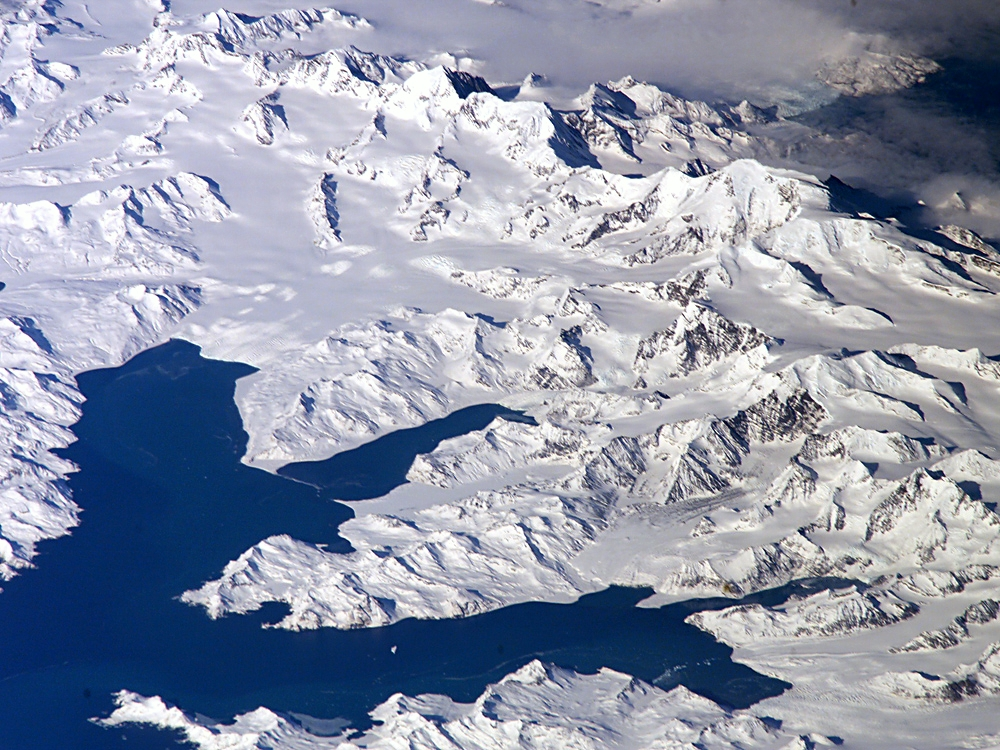
Das Gebiet um die Cumberland Bay im zentralen Südgeorgien: Cumberland East Bay, Moraine-Fjord und Cumberland West Bay; Thatcher-Halbinsel mit dem King Edward Point und Grytviken; Allardyce Range mit dem Mount Paget (NASA-Bild)

### Robbenjagd und Walfang
Während des späten 18. und des gesamten 19. Jahrhunderts wurde Südgeorgien von englischen und US-amerikanischen Robbenjägern bewohnt, die von Berichten James Cooks angezogen wurden. Diese lebten dort jeweils für einige Zeit und überwinterten auch manchmal. Die ersten Robben der Insel wurden 1786 vom englischen Robbenjagdschiff Lord Hawkesbury erlegt, während der erste kommerzielle Besuch auf den Südsandwichinseln 1816 durch ein weiteres englisches Schiff, die Ann, stattfand.
Die Robbenjäger verfolgten ihr Geschäft auf unhaltbare Art und Weise, die Robbenpopulation wurde in kurzer Zeit beinahe ausgerottet. Als direkte Folge hatten die Robbenjagdaktivitäten um Südgeorgien drei deutliche Höhepunkte: 1786 bis 1802, 1814 bis 1823 und 1869 bis 1913. Die Anteile an erlegten See-Elefanten stiegen nach und nach, da die Trangewinnung an Wichtigkeit gewann. Ab dem Anfang des 20. Jahrhunderts wurden die Bestände dann effektiver reguliert.
Im 19. Jahrhundert wurde die effektive, anhaltende und unangefochtene britische Herrschaft auf Südgeorgien durch das Britische Patent von 1843 gesichert, das 1876, 1892, 1908 und 1917 revidiert wurde. Außerdem erschien die Insel ab 1887 im Jahrbuch des Kolonialbüros. Ab 1881 regulierte das Vereinigte Königreich die ökonomischen Aktivitäten durch Verwaltungsgesetze wie die Robbenjagderlasse von 1881 und 1899. Südgeorgien wurde dabei von den Falklandinseln aus regiert, ohne aber politisch oder finanziell ein Teil jener zu sein. Diese Arrangements blieben bis 1985 bestehen, als Südgeorgien und die Südlichen Sandwichinseln ein eigenes Britisches Überseegebiet wurden.

### Forschungsstation 1882–1883

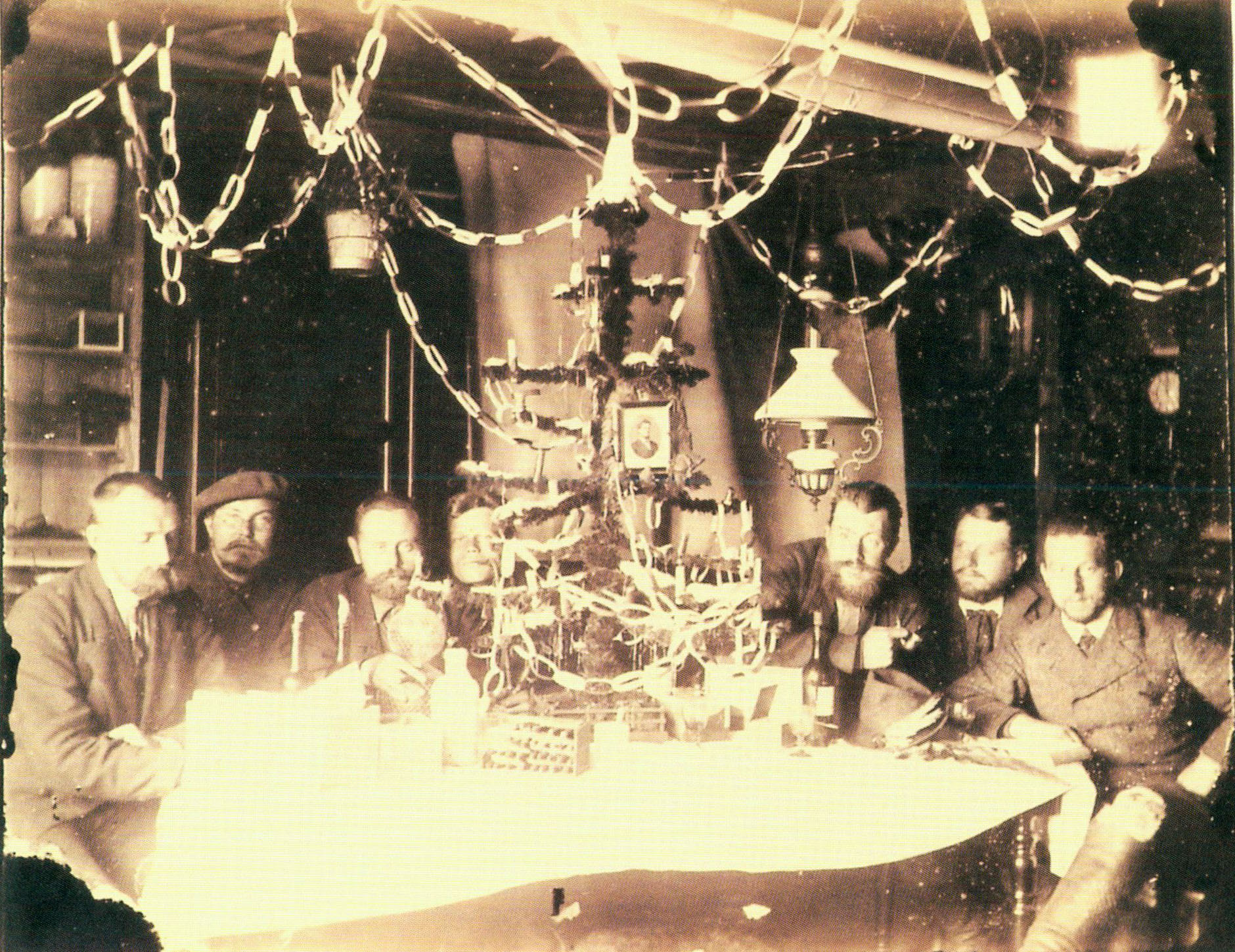
Weihnachten 1882 in der Station der Deutschen Polar-Kommission in Süd-Georgien: Schrader, Vogel, von den Steinen, Mechaniker Zschau, Ingenieur Mosthaff, Will, Clauss

Im Zuge des ersten Internationalen Polarjahrs vom 1. August 1882 bis 31. August 1883 wurde auf Südgeorgien im Moltke-Hafen in der Royal Bay eine Forschungsstation errichtet. Ziel dieser Internationalen Polarjahr-Expedition auf Südgeorgien war die Ermittlung von Klima- und geophysikalischen Daten durch gleichzeitige meteorologische, magnetische und Bodenmessungen. Zusätzliches Ziel der Forschungsreise war die Beobachtung des sehr seltenen Venustransits vor der Sonne am 6. Dezember 1882. Die Expedition unter Leitung von Carl Schrader sowie den Mitgliedern Karl von den Steinen (Arzt und Ethnologe), Peter Vogel (Mathematiker), Otto Clauss (Astronom und Physiker; 1858–1891), Hermann Will (Botaniker und geologischer Sammler) und Eugen Mosthaff (Ingenieur und Maler) bestand zudem jeweils aus einem Mechaniker, Koch, Tischler, Segelmacher und Bootsmann. Die Mitglieder erreichten am 12. August 1882 auf der Moltke unter Kapitän Pirner zum ersten Mal Südgeorgien. Nach acht Tagen mit schlechten Wetterbedingungen erreichten sie einen geeigneten weitläufigen Hafen in der Royal Bay an der Nordostküste der Insel.  Angekommen errichteten sie mit Hilfe von 100 Seeleuten die Materiallager und brachten 40 Tonnen Kohle an Land. Zudem errichteten sie Holzhütten, das Observatorium zur Beobachtung des Venustransits, Schuppen für die Geräte und einen Stall für drei Rinder, siebzehn Schafe und neun Ziegen. Am 3. September waren die Vorbereitungen abgeschlossen. Im Anschluss verließ Kapitän Pirner mit der Moltke die Insel. Während des folgenden Jahres erfolgten geregelte meteorologische Beobachtungen, Messungen des Magnetismus und astronomische Beobachtungen. Das Ufer der Royal Bay und die äußere Küste zum Norden wurden erforscht. Zudem erfolgten kleinere Bergbesteigungen und Besichtigungen zweier großer Gletscher, die in die Royal Bay münden. Am 1. September 1883 lief die Korvette Marie unter Kapitän Krokisius in den Hafen in der Royal Bay ein. Am 6. September 1883 verließ die Expedition auf der Marie die Insel in Richtung Montevideo.

## 20. Jahrhundert

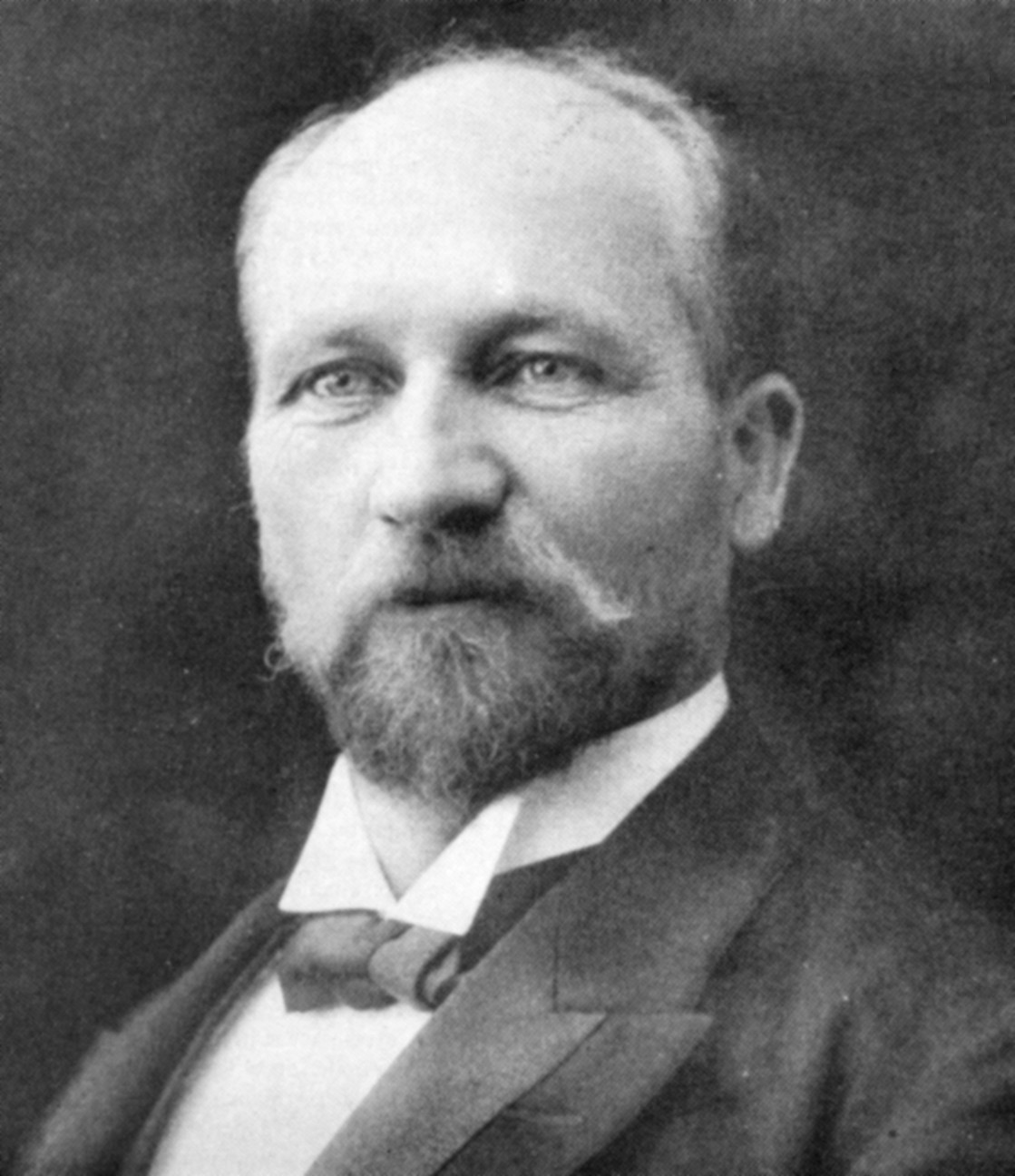
Carl Anton Larsen

Im frühen 20. Jahrhundert erlebte Südgeorgien einen ungeahnten Anstieg an ökonomischen Aktivitäten und Besiedlung. Einer Anzeige der Regierung der Falklandinseln folgend wurde die Insel 1900 an eine Gesellschaft aus Punta Arenas vermietet. Ein darauf folgender Interessenkonflikt mit der Compañía Argentina de Pesca, die seit Dezember 1904 von Grytviken aus auf Walfang ging, wurde von den britischen Behörden gelöst, die der Gesellschaft auf Anfrage die Walfangrechte überschrieben.
Südgeorgien wurde zum weltgrößten Walfangzentrum – es gab Küstenbasen in Grytviken (betrieben von 1904 bis 1964), Leith Harbour (1909 bis 1965), Ocean Harbour (1909 bis 1920), Husvik (1910 bis 1960), Stromness (1913 bis 1961) und Prince Olav Harbour (1917 bis 1931). Unter den beteiligten Gesellschaften waren die Compañía Argentina de Pesca, die Christian Salvesen & Co. (UK), die Albion Star (South Georgia) Ltd. (Falklandinseln), die norwegischen Walfanggesellschaften Hvalfangerselskap Ocean, Tønsberg Hvalfangeri und Sandefjord Hvalfangerselskap und die Southern Whaling and Sealing Company aus Südafrika. In den letzten Saisons des Walfangs um Südgeorgien wurden Grytviken und Leith Harbour von den japanischen Gesellschaften Kokusai Gyogyo Kabushike Kaisha und Nippon Suisan Kaisha gemietet (1963/64 bzw. 1963–65). In Südgeorgien wurden von 1904 bis 1965 175.250 Wale gejagt. Der Walfang sorgte auch für eine Kontamination gewisser Gebiete durch Schweröl, die heute dekontaminiert werden.

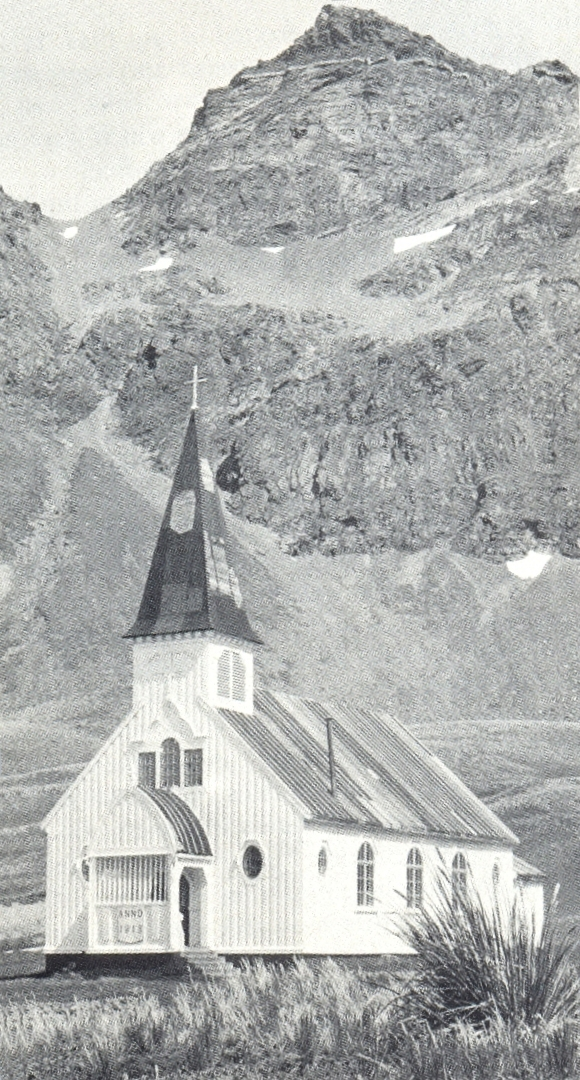
Norwegische Kirche in Grytviken (gebaut 1913)

Die Expansion der norwegischen Walfangindustrie in die Antarktis im frühen 20. Jahrhundert motivierte Norwegen direkt nach seiner Unabhängigkeit von Schweden auch eine territoriale Expansion anzustreben – und nicht nur in der Arktis, wo man Jan Mayen und die Sverdrup-Inseln forderte, sondern auch in der Antarktis. Norwegen beanspruchte die Bouvetinsel und spähte dann weiter nach Süden, indem man bei den Briten formell über den internationalen Status des Gebietes zwischen 45° und 65° südlicher Breite und 35° und 80° westlicher Länge anfragte. Nach einem zweiten solchen diplomatischen Schritt der norwegischen Regierung am 4. März 1907 antwortete die britische Regierung, dass die Gebiete aufgrund in der ersten Hälfte des 19. Jahrhunderts gemachter Entdeckungen britisch seien, und richtete 1909 eine permanente lokale Verwaltung in Grytviken ein.

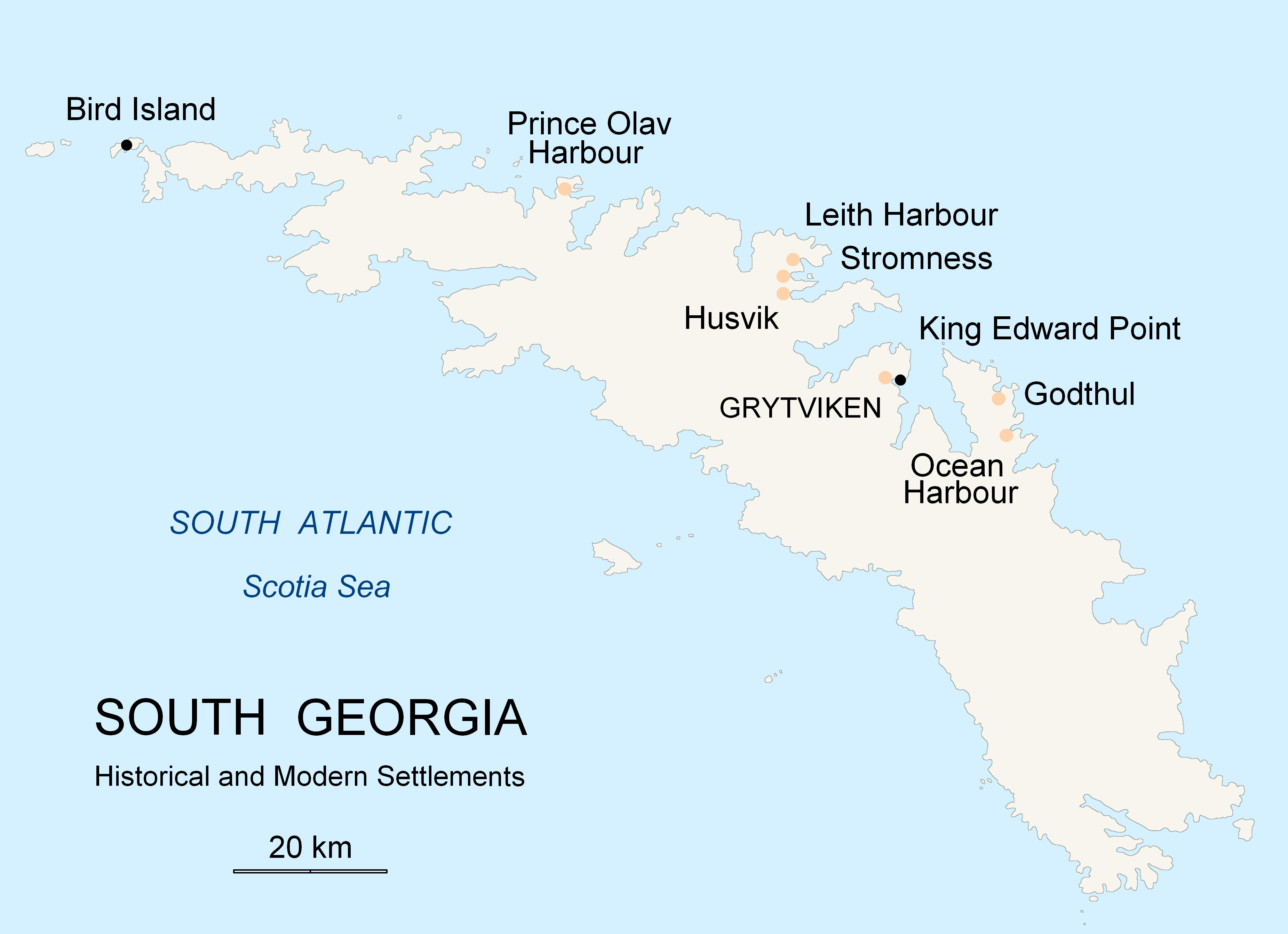
Historische und heutige Siedlungen auf Südgeorgien

Carl Anton Larsen, der Gründer Grytvikens, war ein eingebürgerter Brite, der in Sandefjord in Norwegen geboren wurde. In seinem Antrag für britische Staatsbürgerschaft, dem 1910 stattgegeben wurde, schrieb er: „Ich habe meine Rechte als norwegischer Staatsbürger aufgeben und hier gelebt, seit ich am 16. November 1904 in dieser Kolonie mit dem Walfang begonnen habe, und habe keinen Grund, eine andere Nationalität zu besitzen als die britische, da ich meinen Wohnsitz hier habe und intendiere, ihn hier auch noch für eine lange Zeit zu behalten.“ Seine Familie in Grytviken umfasste außer ihm noch seine Frau, drei Töchter und zwei Söhne.
Als Manager der Compañía Argentina de Pesca organisierte Larsen den Bau von Grytviken – eine bemerkenswerte Unternehmung, die er mit einem Team von 60 Norwegern in Angriff nahm. Der Bau begann am 16. November 1904 und ging weiter, bis die neue Walölfabrik am 24. Dezember des gleichen Jahres den Betrieb aufnahm. Larsen richtete auch ein meteorologisches Observatorium in Grytviken ein, das ab 1905 in Kooperation mit dem argentinischen Wetteramt betrieben wurde.
Larsen wählte den Ort der Walfangstation während seines Besuches von 1902, während er das Schiff Antarctic der von Otto Nordenskjöld geführten Schwedischen Antarktisexpedition (1901 bis 1903) kommandierte. Bei dieser Gelegenheit entstand der Name Grytviken („Kesselbucht“); er wurde geprägt vom schwedischen Archäologen und Geologen Johan Gunnar Andersson, der Teile der Thatcher-Halbinsel erforschte und zahlreiche Artefakte wie eine Schaluppe und einige Töpfe zum Kochen von Robbenöl fand. Einer dieser Töpfe mit der Inschrift „Johnson and Sons, Wapping Dock London“ ist heute im Südgeorgien-Museum in Grytviken zu besichtigen.
Die meisten der Walfänger waren Norweger, wobei immer mehr Briten diesen Beruf ausübten. Während der Walfangära schwankte die Einwohnerzahl Südgeorgiens normalerweise zwischen etwa 1000 im Sommer (manchmal über 2000) und etwa 200 im Winter. Die erste Bevölkerungszählung, die vom britischen Magistrat James Wilson am 31. Dezember 1909 (also im Polarsommer) durchgeführt wurde, erfasste eine Gesamtbevölkerung von 720, darunter drei Frauen und ein Kind. Diese 720 Bewohner waren aufgeteilt in 579 Norweger, 58 Schweden, 32 Briten, 16 Dänen, 15 Finnen, 9 Deutsche, 7 Russen, 2 Niederländer, 1 Franzose und 1 Österreicher.
Leiter und andere leitende Beamte der Walfangstationen lebten oft mit ihren Familien zusammen. So lebte etwa Fridthjof Jacobsen mit seiner Frau Klara Olette Jacobsen zusammen, die in Grytviken zwei ihrer drei Kinder gebar; ihre Tochter Solveig Gunbjørg Jacobsen war das erste jemals in der Antarktis geborene Kind (8. Oktober 1913). Später wurden noch einige Kinder in Südgeorgien geboren, sogar heute noch an Bord von privaten Yachten.

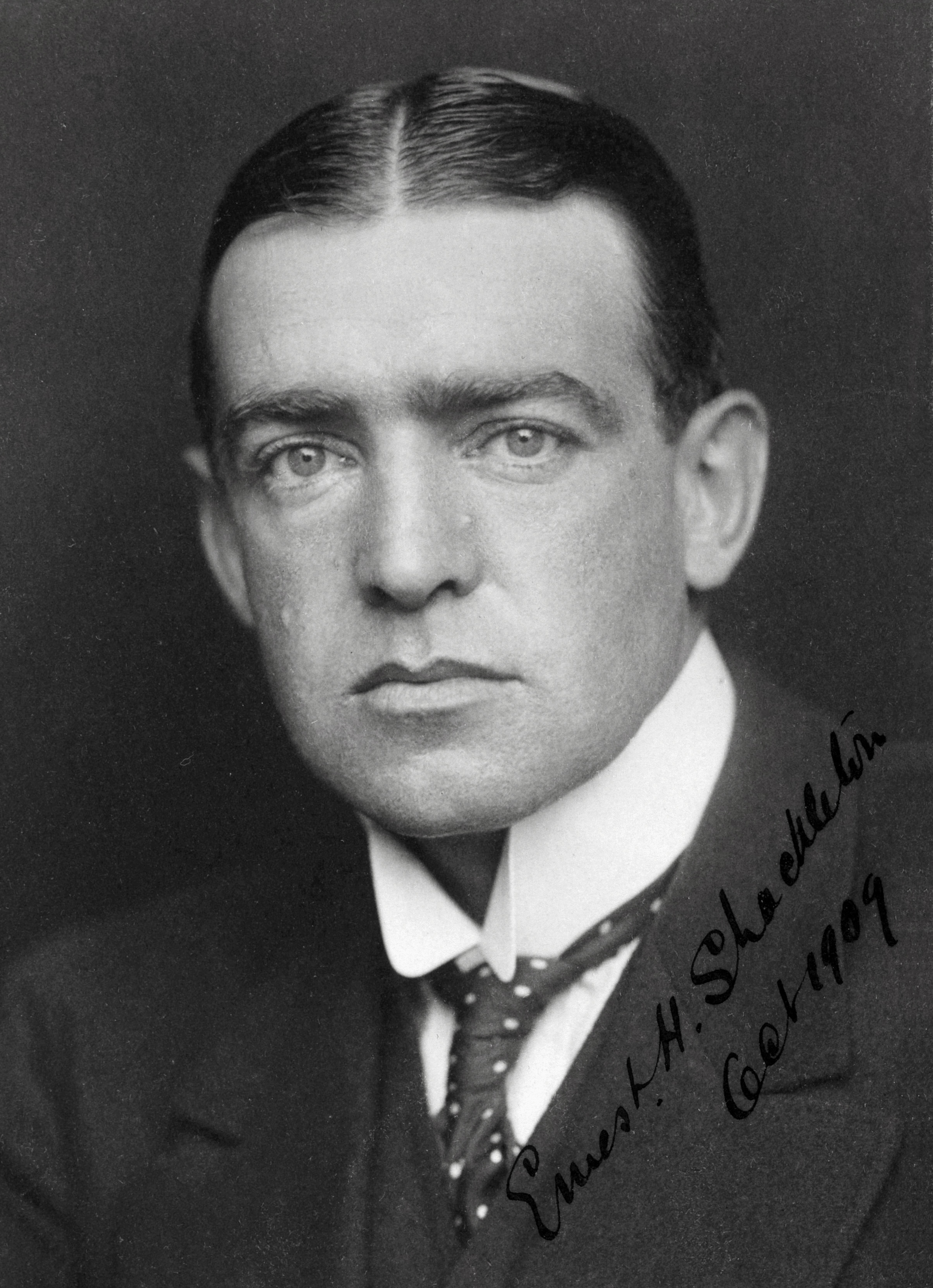
Sir Ernest Shackleton

Es gibt etwa 200 Gräber auf der Insel, die von 1820 bis heute datieren; darunter auch jenes des bekannten Antarktisforschers Sir Ernest Shackleton († 1922), dessen Nimrod-Expedition von 1908 bis 1909 die Route zum Südpol etablierte, die später auch von Roald Amundsen und Robert Scott benutzt wurde. In einer der bemerkenswertesten Reisen der Marinegeschichte in einem kleinen Boot überquerte Shackleton 1916 die Scotiasee im 7 Meter langen Boot James Caird, um Südgeorgien zu erreichen und die erfolgreiche Rettung seines auf Elephant Island gestrandeten Expeditionsteam zu organisieren. In der Folge überquerte Shackleton begleitet von Frank Worsley und Tom Crean das vereiste und wilde Land zwischen der King Haakon Bay und der Walfangstation Stromness.
1928 besuchte Carl Anton Larsens Schwiegersohn, der Forscher Ludwig Kohl-Larsen, zusammen mit seiner Frau und dem Kameramann Albert Benitz Südgeorgien und führte eine wissenschaftliche Expedition zur Erkundung der Insel durch.

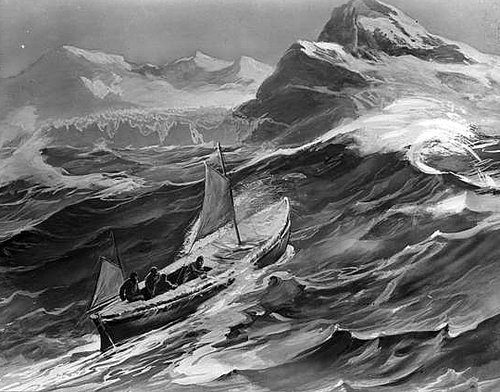
Darstellung der James Caird, die sich Südgeorgien nähert

### Zweiter Weltkrieg
Während des Zweiten Weltkriegs wurden sämtliche Walfangstationen bis auf Grytviken und Leith Harbor geschlossen. Die meisten der britischen und norwegischen Fabriken und Walfangschiffe wurden von deutschen Kriegsschiffen zerstört, während die restlichen unter alliiertem Kommando einberufen wurden. Die britischen Magistraten W. Barlas und A.I. Fleuret übernahmen die Verteidigung der Insel während des Kriegs. Die Royal Navy bewaffnete das Handelsschiff Queen of Bermuda, um in den Gewässern um Südgeorgien zu patrouillieren. Außerdem wurden zwei 102-mm-Kanonen an Schlüsselstellen aufgestellt, um den Zugang zur Cumberland Bay und zur Stromness Bay, das heißt nach Grytviken und Leith Harbour zu schützen. Diese immer noch präsenten Batterien wurden von Freiwilligen unter den norwegischen Walfängern besetzt, die für diesen Zweck ausgebildet worden waren.

### Falklandkrieg
Die erste offizielle Bekanntmachung von argentinischen Ansprüchen auf Südgeorgien tauchte erst 1927 auf. Die erste eindeutige Forderung über die Südlichen Sandwichinseln tauchte sogar erst 1938 auf. Nachdem Großbritannien mehrere Male vorgeschlagen hatte, die Ansprüche durch den Internationalen Gerichtshof klären zu lassen, reichte es 1955 einseitig ein Gesuch ein, jedoch kam es zu keiner Verhandlung, da sowohl Argentinien als auch das ebenfalls in Dispute verwickelte Chile klarstellten, dass sie die Zuständigkeit des Gerichts nicht anerkannten.

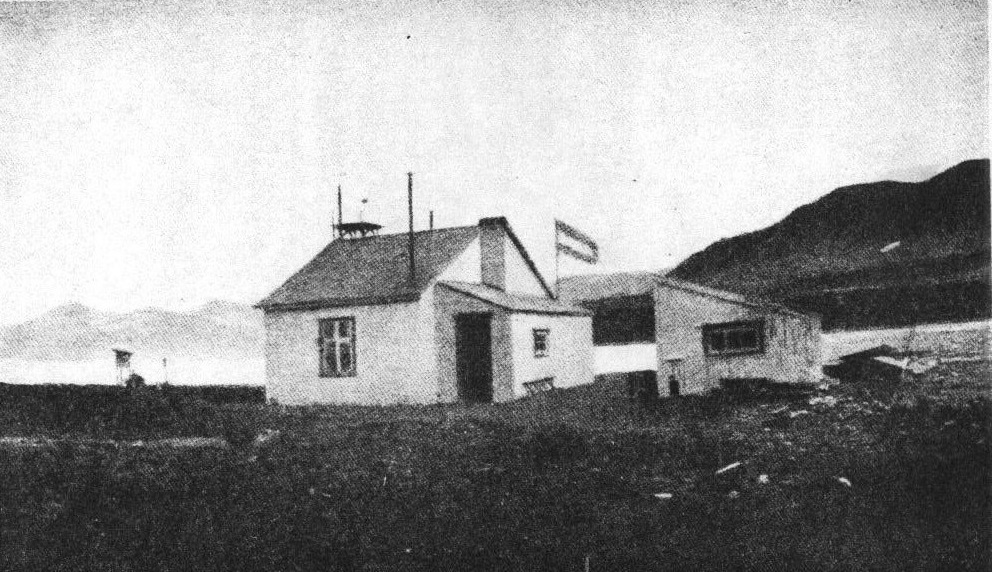
Die meteorologische Station von Grytviken, die in Kooperation mit dem argentinischen Wetterbüro unterhalten wird (1923)

Am 7. November 1976 wurde auf Morrell heimlich die argentinische Marinestation Corbeta Uruguay eingerichtet, die der Grund einiger offizieller britischer Proteste war, deren erster am 19. Januar 1977 herausging. Arrangements zur Legalisierung der Station wurden 1978 diskutiert, wurden aber nicht erreicht. In einer frühen Phase des Falklandkriegs wurden 32 Angehörige einer Spezialeinheit vom argentinischen Schiff Bahía Paraiso von Corbeta Uruguay nach Südgeorgien gebracht, wo sie am 25. März 1982 in Leith Harbour landeten.
Gemeinsam mit der Korvette Guerrico attackierte die Bahía Paraiso am 3. April das Platoon von 22 Royal Marines, das in Grytviken stationiert war. Als Resultat der zweistündigen Schlacht wurde die Guerrico schwer beschädigt und ein argentinischer Helikopter abgeschossen. Die Argentinier verloren drei Mann, einige wurden verletzt. Die Briten dagegen hatten nur einen Verwundeten zu beklagen. Der kommandierende Offizier der Briten, Leutnant Keith Mills, wurde für die Verteidigung Südgeorgiens mit dem Distinguished Service Cross ausgezeichnet. Während der britische Magistrat und andere zivile und militärische Personen von der Insel evakuiert wurden, blieben 15 Briten außerhalb der Reichweite der Argentinier, die sich kaum außerhalb ihrer Basen bewegten. Die bei Grytviken erlittenen Verluste hielten die Argentinier davon ab, den Rest der Insel zu besetzen, somit blieben die Bird Island-Basis und die Feldlager an der Schlieper Bay, beim Lyell Glacier und der St. Andrews Bay unter britischer Kontrolle.

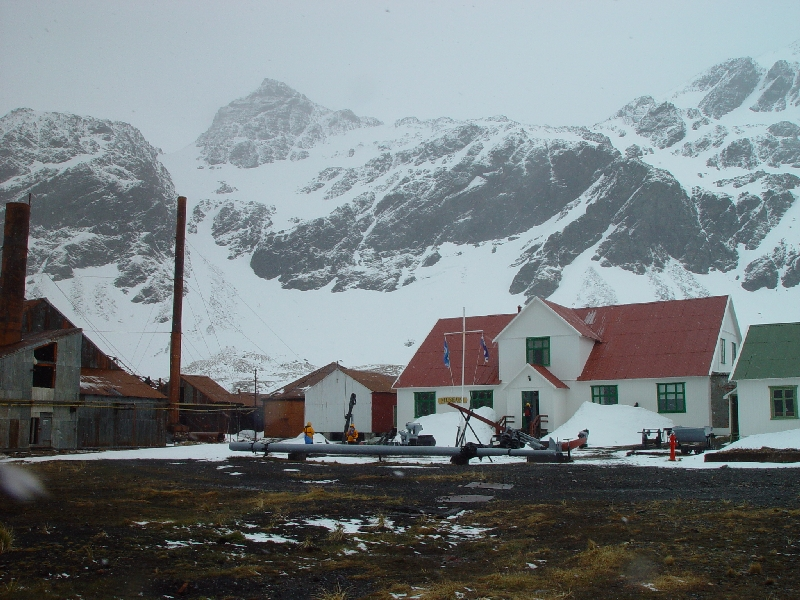
Südgeorgien-Museum, Grytviken

Die Südgeorgien-Streitmacht, die mit der Durchführung der Operation Paraquet beauftragt war, bestand aus dem Zerstörer Antrim und der Fregatte Plymouth mit Truppen von Special Air Service (SAS) und Special Boat Service (SBS) an Bord sowie einer Kompanie der Royal Marines auf dem Hilfsschiff RFA Tidespring. Nachdem man zunächst durch U-Boote und Aufklärungsflugzeuge festgestellt hatte, dass sich keine argentinischen Schiffe in der Nähe der Insel befanden, sandte man Späher der SAS und SBS auf die Insel. Am 25. April 1982 beschädigte die Royal Navy das argentinische U-Boot Santa Fé vor Südgeorgien schwer und nahm die Besatzung gefangen. Es folgte ein improvisierter Angriff mit 72 Mann, da die Hilfstruppen der Tidespring noch zu weit entfernt waren. Die argentinische Garnison in Grytviken gab ohne einen Schuss auf, nachdem die Briten mit 235 Schuss ihre Feuerkraft demonstriert hatten, ebenso wie es die Truppen in Leith Harbour am Folgetag taten. Schließlich wurden die Argentinier am 20. Juni 1982 von der Endurance von den Südlichen Sandwichinseln und Südgeorgien entfernt. Im Januar 1983 wurde die Station Corbeta Uruguay zerstört.
Seit dem Falklandkrieg unterhielt Großbritannien eine kleine Garnison von Royal Engineers auf Südgeorgien, bis diese im März
2001 einem Forscherteam weichen musste.

### Wissenschaftliche Forschung
Seit den Expeditionen von Cook und Bellingshausen wurden die Gewässer und Küste Südgeorgiens von einer ganzen Reihe weiterer Unternehmungen untersucht. Vor allem die ausführlichen ozeanografischen Untersuchungen des Discovery Committee von 1925 bis 1951 brachten eine enorme Menge an wissenschaftlichen Daten ein, etwa die Entdeckung der Antarktischen Konvergenz. Die erste wissenschaftliche, landbezogene Expedition auf Südgeorgien wurde vom 20. August 1882 bis zum 6. September 1883 unter der Leitung des deutschen Astronomen Carl Schrader im Zuge des Ersten Internationalen Polarjahres in Moltke Harbour, Royal Bay, durchgeführt.
Ein weiterer Antarktisforscher mit einem speziellen Platz in der Geschichte Südgeorgiens war Duncan Carse (1913–2004). Seine zusammenhängende Kartografierung der Insel von 1951 bis 1957 im Rahmen des South Georgia Survey resultierte in der klassischen 1:200.000-Karte Südgeorgiens, die seit ihrer ersten Publikation 1958 zwar gelegentlich aktualisiert, aber niemals ersetzt wurde. 1961 führte Carse ein mehrmonatiges Experiment durch, bei dem er alleine an einem abgeschiedenen Ort an der Südwestküste der Insel lebte (Ducloz Head). Der dritthöchste Berg der Insel, der Mount Carse, ist nach ihm benannt.

### Heute
Aufgrund seiner abgelegenen Lage und seines harschen Klimas hat Südgeorgien bis heute keine indigene Bevölkerung. Obwohl die Insel während der zwei letzten Jahrhunderte bewohnt wurde, manche Siedler dort jahrzehntelang blieben und Kinder geboren und aufgezogen wurden, hat sich dort bislang noch keine Familie für mehr als eine Generation angesiedelt. Die heutigen bewohnten Orte sind Grytviken, King Edward Point und Bird Island. King Edward Point ist der Eingangshafen und die Residenz des britischen Magistrats und der Hafen-, Zoll-, Immigrations-, Fischerei- und Postbehörden. Üblicherweise wird es als „Grytviken“ benannt, in Assoziation mit der regelmäßig von Kreuzfahrtschiffen besuchten aufgegebenen Walfangstation, die etwa 800 Meter entfernt liegt. Die Inselregierung unterhält Hütten im Sörling Valley, am Dartmouth Point, in Maiviken, an der St. Andrews Bay, der Corral Bay, der Carlita Bay, dem Jason Harbour, dem Ocean Harbour und dem Lyell Glacier. Auf Südgeorgien leben heute noch zwei Menschen, nämlich Pat und Sarah Lurcock.
Die unbewohnten Südlichen Sandwichinseln sind noch weniger gastfreundlich; auch sie sind von vulkanischen Aktivitäten betroffen. Seit 1995 unterhält das südafrikanische Wetterbüro zwei automatische Wetterstationen auf den Inseln Zavodovski und Morrell.

## Alte Karten

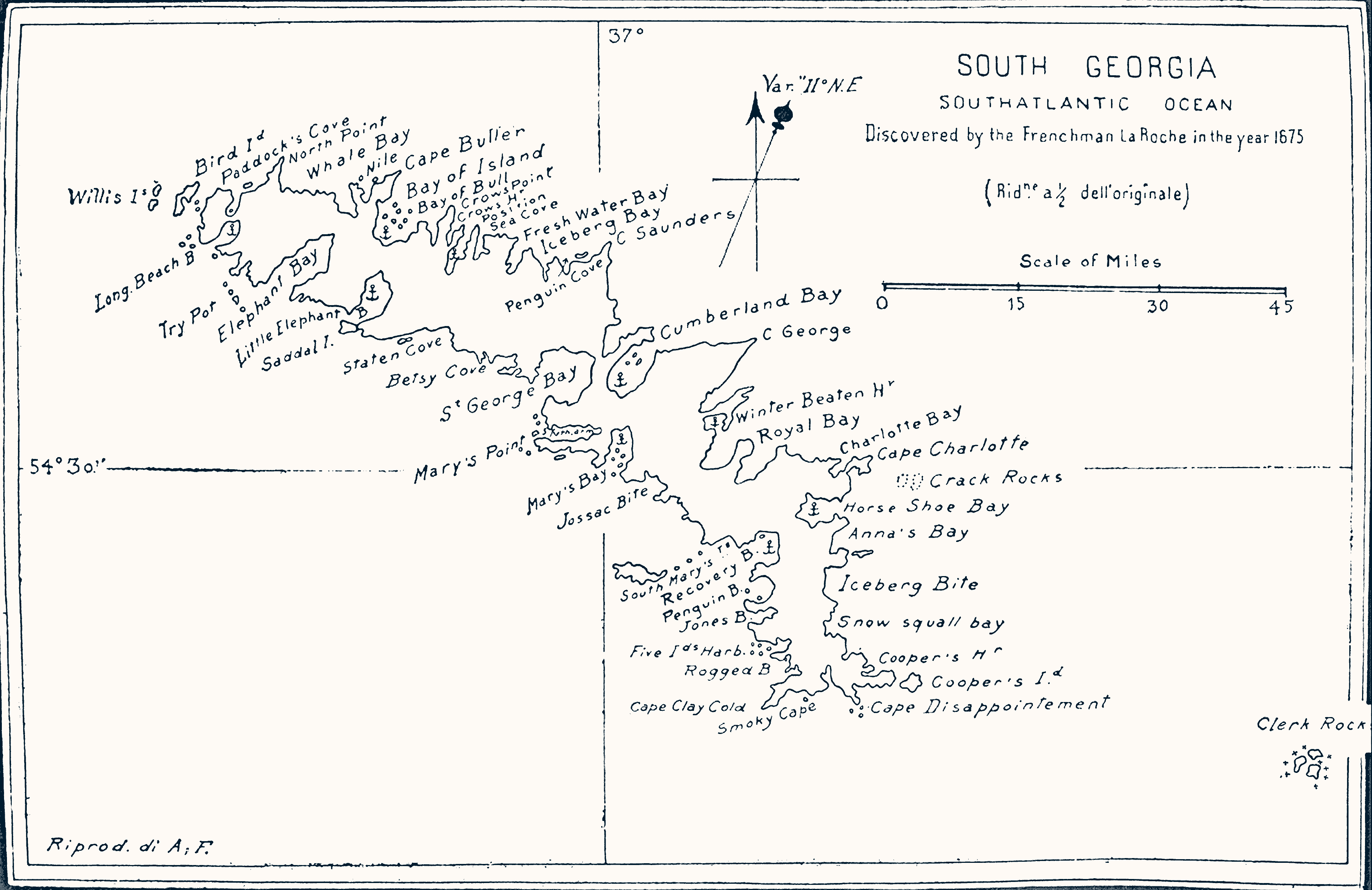
Karte Südgeorgiens von 1802 (Kpt. Isaac Pendleton)

- Guillaume de L’Isle, Henry A. Chatelain: Carte du Paraguai, du Chili, du Detroit de Magellan. Paris, 1705/19 (Karte zeigt Roché Island.)
- Richard W. Seale: A Map of South America. With all the European Settlements & whatever else is remarkable from the latest & best observations. London, um 1745. (Karte zeigt Roché Island.)
- Thomas Jefferys: Südamerika. London, 1768. (Karte zeigt Roché Island.)
- James Cook: Chart of the Discoveries made in the South Atlantic Ocean, in His Majestys Ship Resolution, under the Command of Captain Cook, in January 1775; W. Strahan and T. Cadel, London, 1777.